# Roubaix 2000
Roubaix 2000 était un centre commercial situé à Roubaix, rue de Lannoy. Il a ouvert ses portes durant le printemps 1972, puis a été fermé en 1994 et démoli en 1997. Il s'agissait du premier centre commercial de Roubaix. Il a été remplacé en 1999 par le centre commercial Mc Arthur Glen.

## Commerces
Le centre commercial comportait une cinquantaine de commerces,. Un cinéma automatisé, appelé Colisée 2 était également présent dans le centre, il s'agissait du premier cinéma du genre dans le Nord. Un supermarché sous enseigne Lemaire était également disponible lors de l'ouverture de Roubaix 2000. En 1976, l'enseigne Lemaire est remplacée par un supermarché Auchan, le second à Roubaix (après celui du quartier des Hauts-Champs d'où est originaire l'enseigne). Auchan ferme à son tour en 1985, remplacé par l'enseigne As Eco. En 1989, l'enseigne As Eco est finalement remplacée par un magasin sous l'enseigne Intermarché, accompagnée d'autres enseignes du groupe (Bricomarché, Vêtimarché, Restaumarché et Logimarché). En 1992, les magasins du groupe Intermarché ferment définitivement.

## Causes de la fermeture
Le centre commercial ferme en 1994, puis est détruit en 1997 avant de laisser place au centre commercial Mc Arthur Glen en 1999.
Dès son ouverture, le centre commercial rencontre des problèmes d'infiltration d'eau et de courants d'air. Ces problèmes d'infiltration nécessitent l'utilisation de pompes pour éviter que le parking soit inondé. De plus, des travaux ont lieu régulièrement, ce qui engendre des coûts élevés pour le centre commercial ainsi que pour la ville et les commerçants.
La situation économique du centre se dégrade dès les années 1980. Les causes de la fermeture sont principalement des loyers trop élevés, un chiffre d'affaires trop faible, des cellules commerciales vétustes ainsi que des problèmes d'insécurité grandissante menant la ville à y implanter une antenne de la police municipale. Le départ d'Auchan en 1985 a aggravé ces problèmes financiers.